# Alonso de Castilla Tito Atauchi Inca
Don Alonso de Castilla Tito Atauchi Inca (n. Cuzco, siglo XVI) fue un noble mestizo hispano-inca, que ostentó los cargos judiciales y administrativos de alcalde mayor de los Cuatro Suyos y gobernador de Paucartambo, además de ser Capitán de milicias del Rey.

## Biografía
Nació en fecha desconocida, en algún momento a mediados del siglo XVI. Descendía de la realeza incaica a través de su padre Alonso Tito Atauchi, noble incaico al servicio de Carlos I, vencedor de Pucará y primer alcalde mayor de los Cuatro Suyos, e hijo de Huáscar, de quien Alonso de Castilla era nieto. A través de su madre, la aristócrata criolla Constanza de Castilla y Cava, pertenecía a la nobleza canaria, al ser bisnieto de Guillén Peraza de Ayala, conde de La Gomera.
Tenía tierras y haciendas en Anta, Urubamba, La Convención, Paucartambo, Maras, Chinchero y Paruro. Contrajo nupcias con Doña Juana de Leguizamo con quien tuvo un hijo: Nicolás de Castilla Tito Atauchi.